# Oliarus andobensis
Oliarus andobensis är en insektsart som beskrevs av Synave 1965. Oliarus andobensis ingår i släktet Oliarus och familjen kilstritar. Inga underarter finns listade i Catalogue of Life.